# Ataquines
Ataquines é um município da Espanha na província de Valladolid, comunidade autónoma de Castela e Leão, de área 42,54 km² com população de 772 habitantes (2007) e densidade populacional de 18,15 hab./km².

## Demografia
| Variação demográfica do município entre 1991 e 2004 | Variação demográfica do município entre 1991 e 2004 | Variação demográfica do município entre 1991 e 2004 | Variação demográfica do município entre 1991 e 2004 |
| --------------------------------------------------- | --------------------------------------------------- | --------------------------------------------------- | --------------------------------------------------- |
| 1991                                                | 1996                                                | 2001                                                | 2004                                                |
| 946                                                 | 918                                                 | 858                                                 | 816                                                 |